# Tulipan

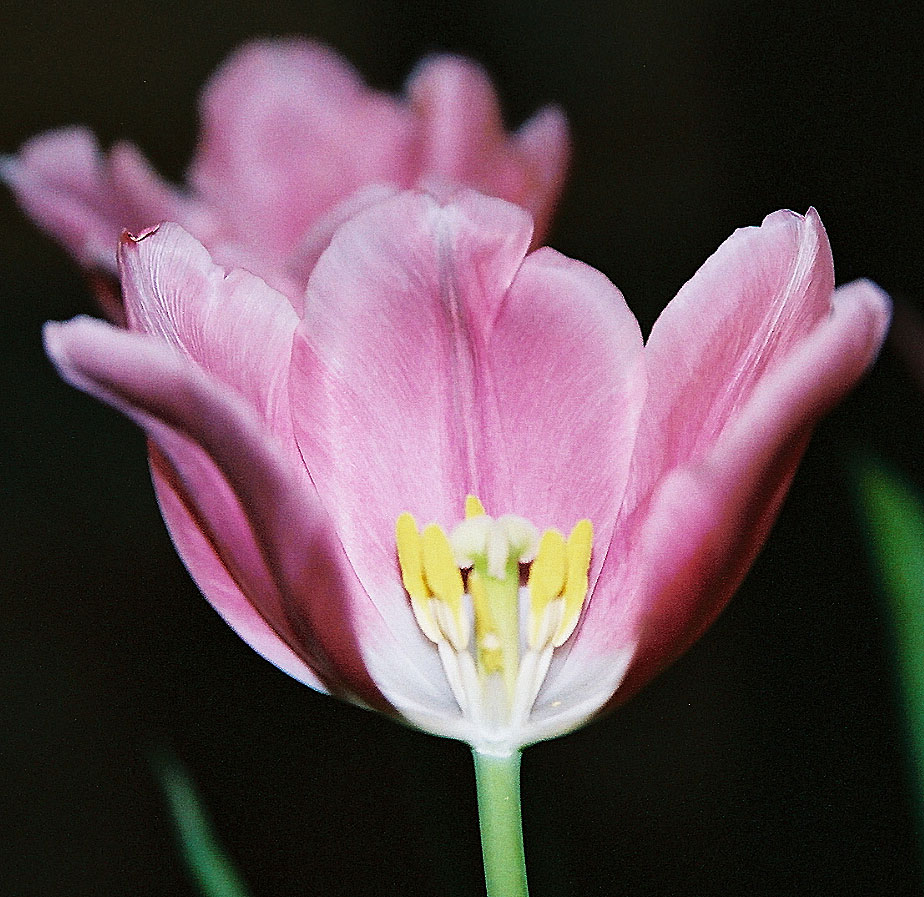
Kwiat tulipana

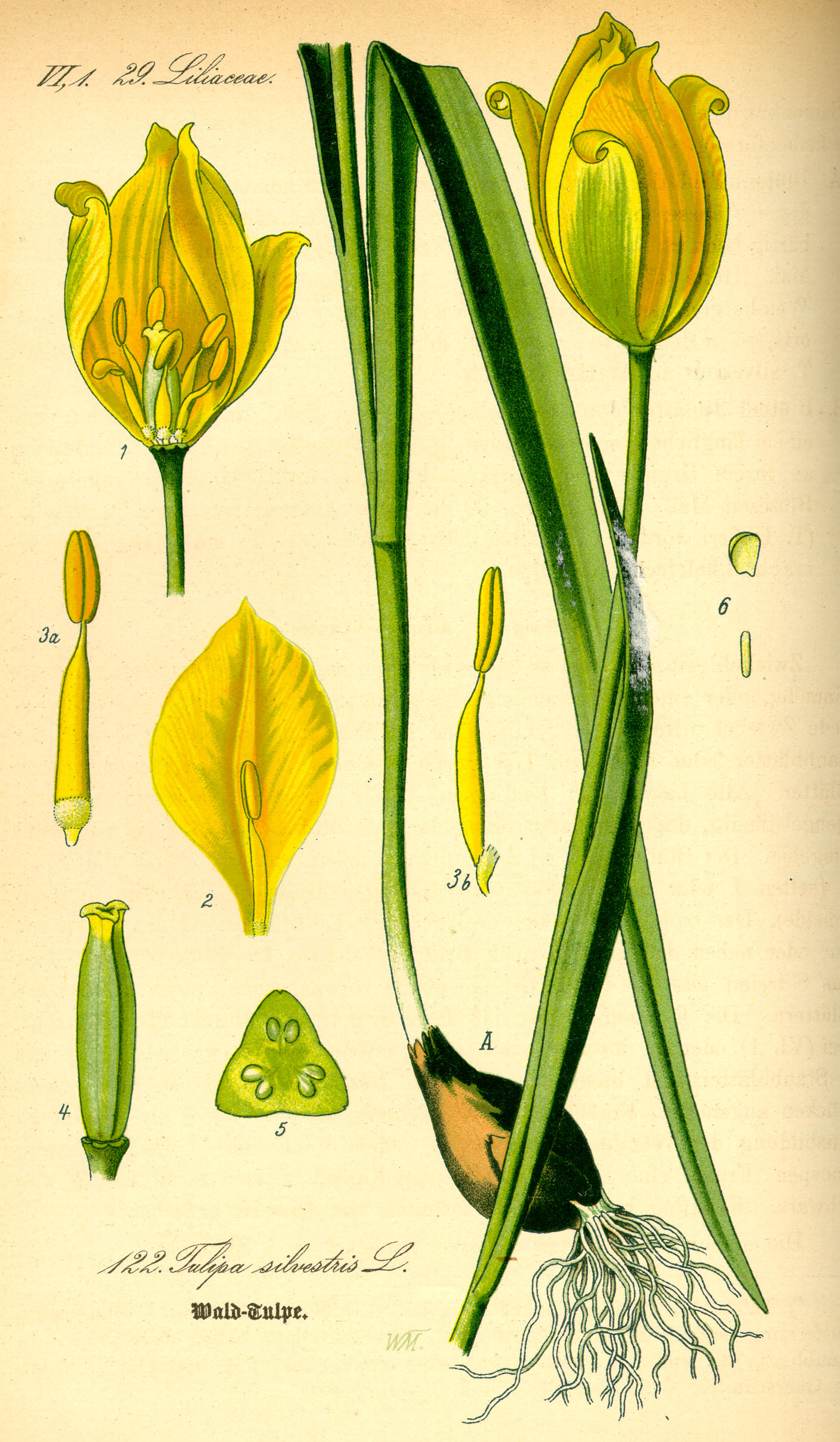
Morfologia (tulipan dziki)

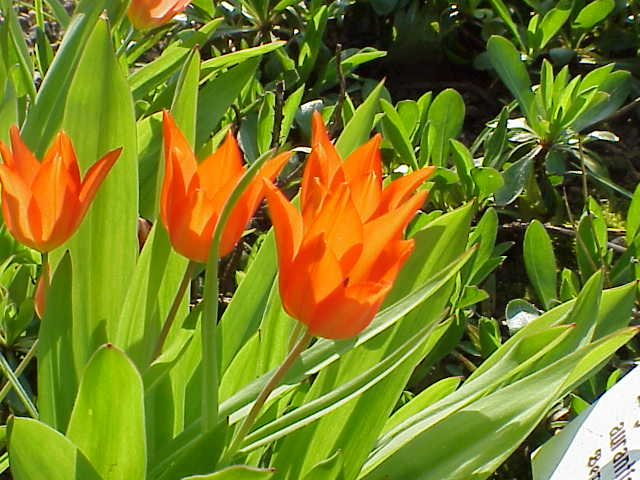
Tulipan dostojny

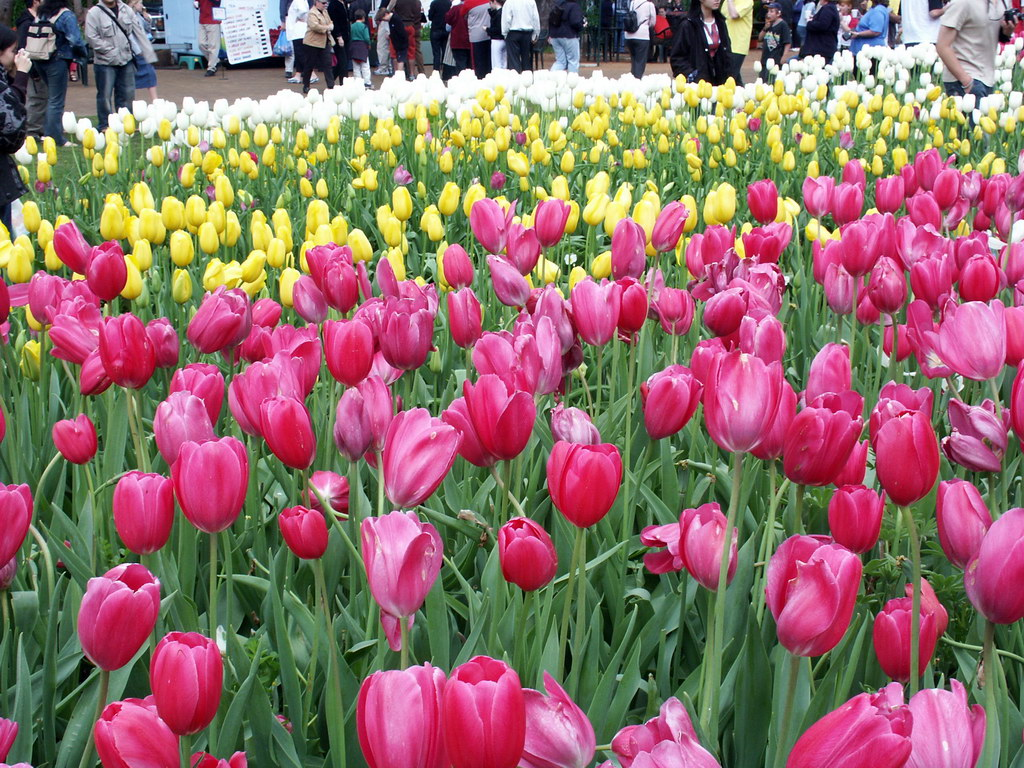
Tulipany w ogrodzie botanicznym Araluen w Roleystone niedaleko Perth w Australii Zachodniej

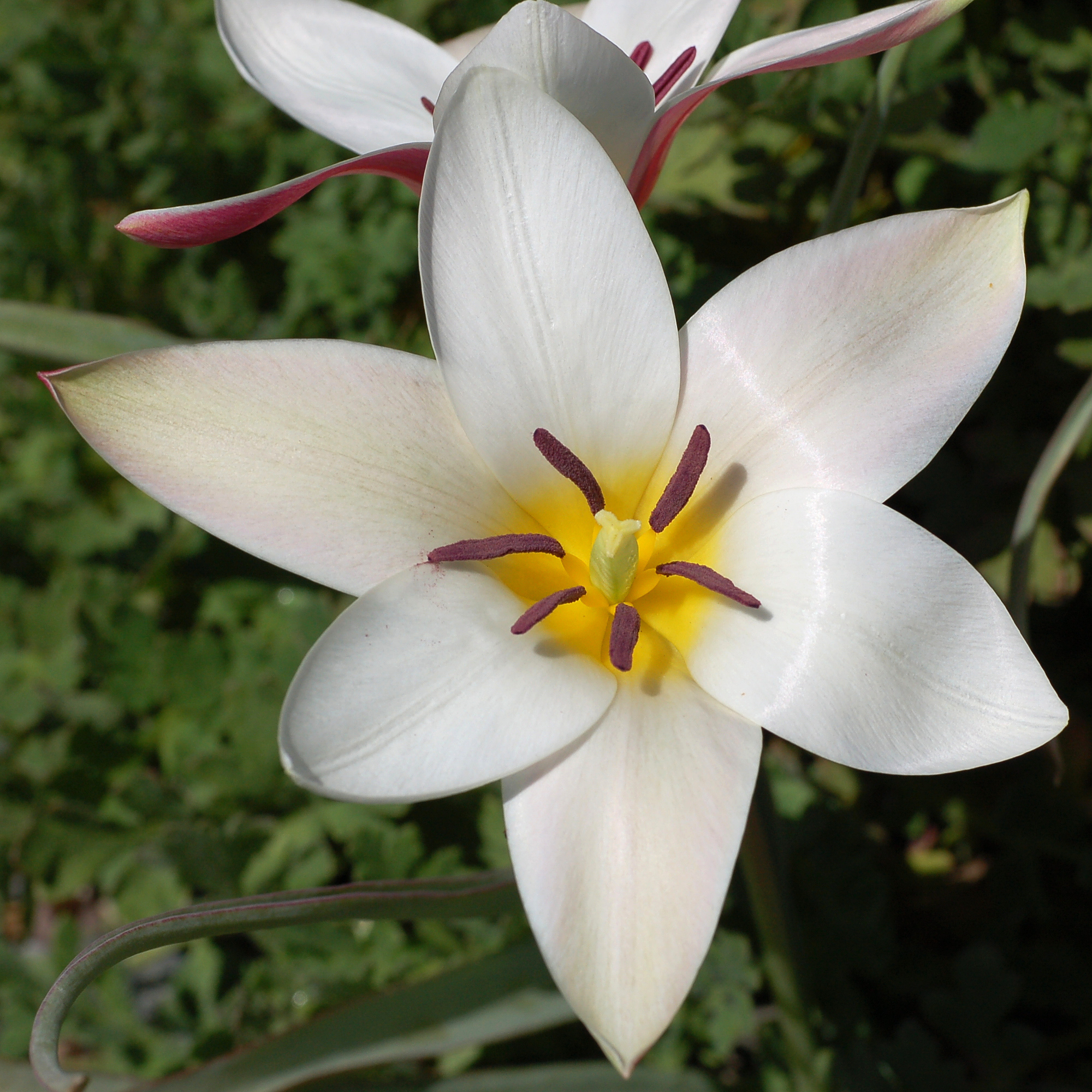
Tulipan Klusjusza `Lady Jane`

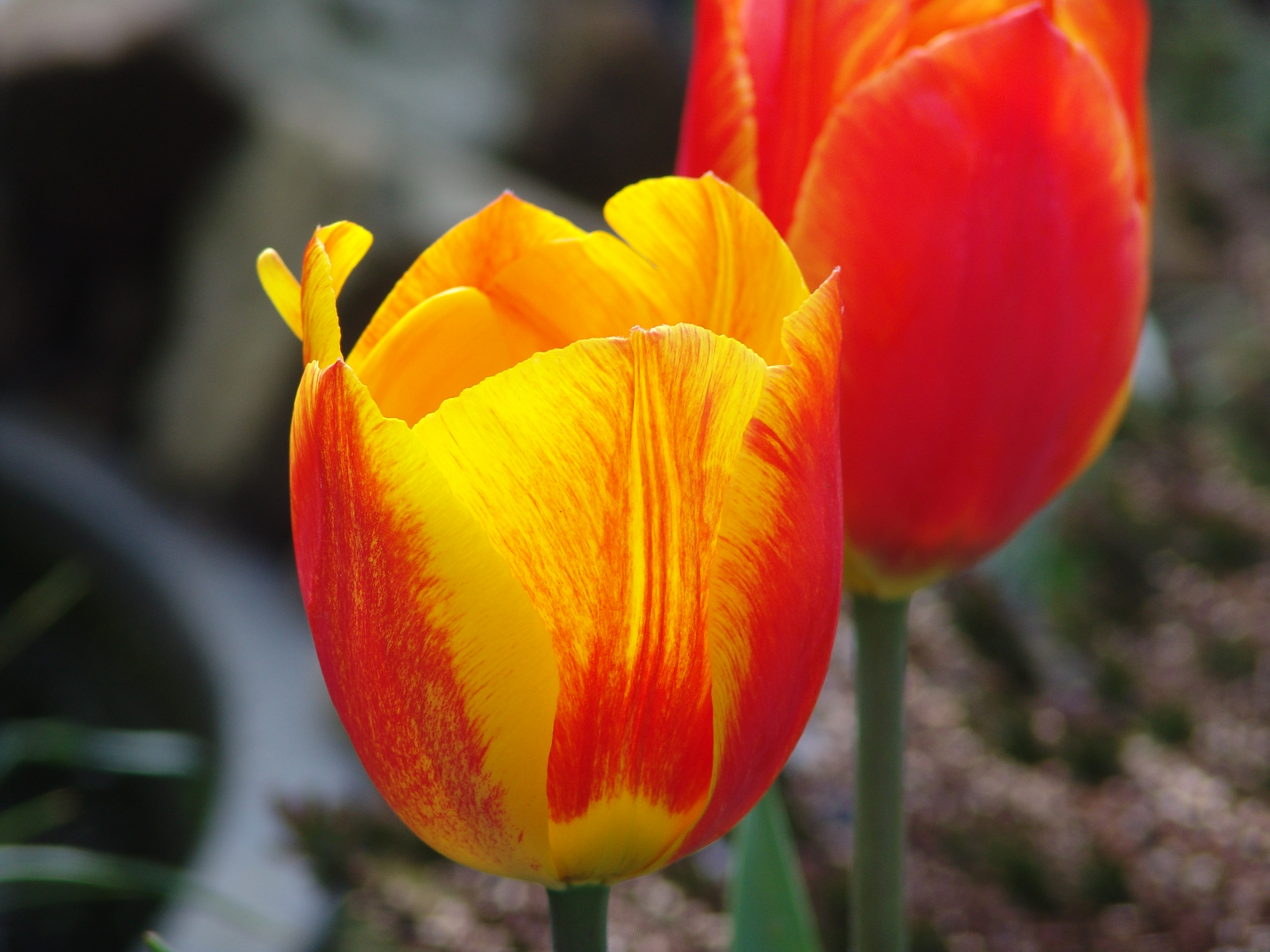
Tulipan ogrodowy

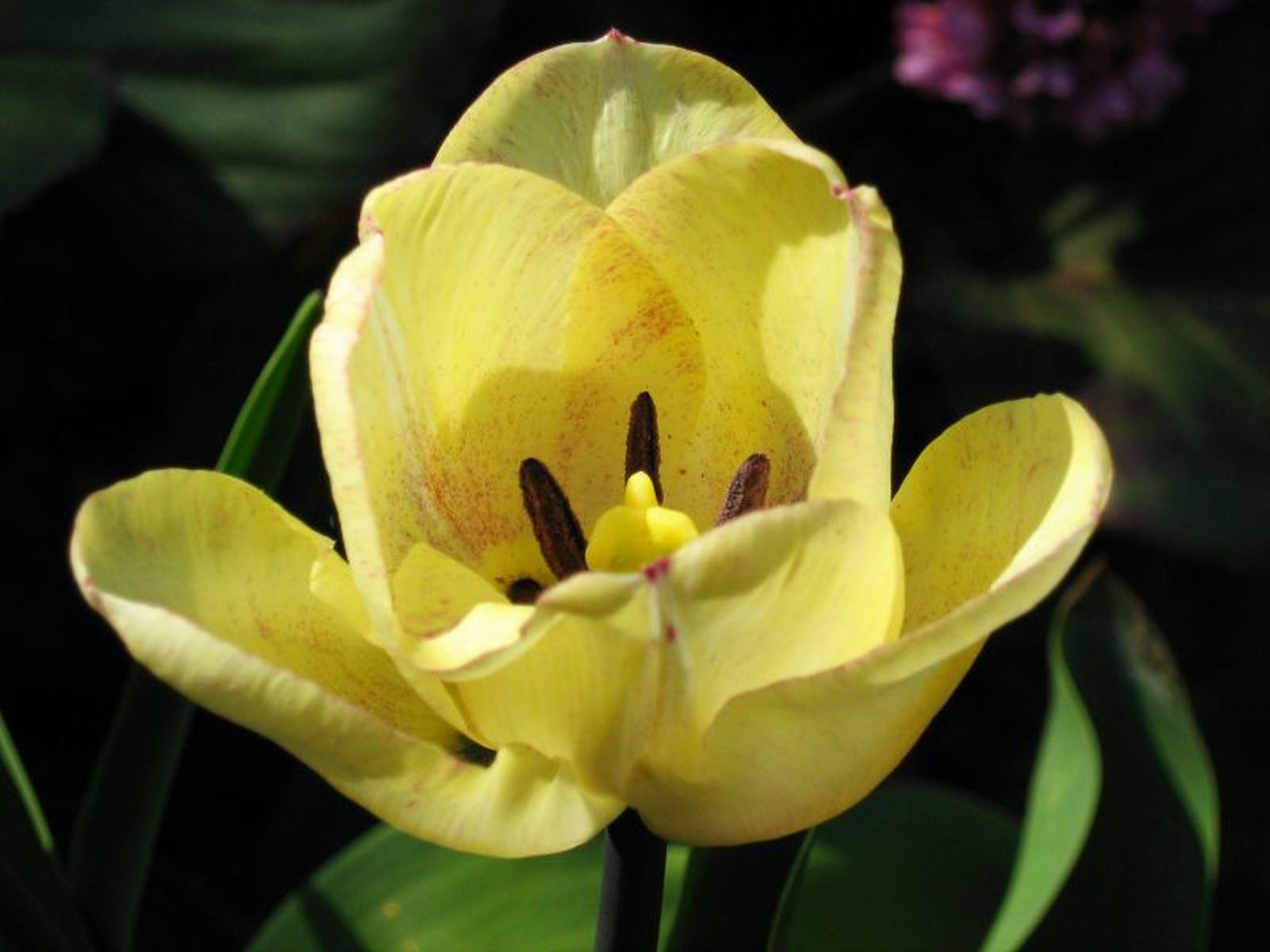
Tulipa butkovii

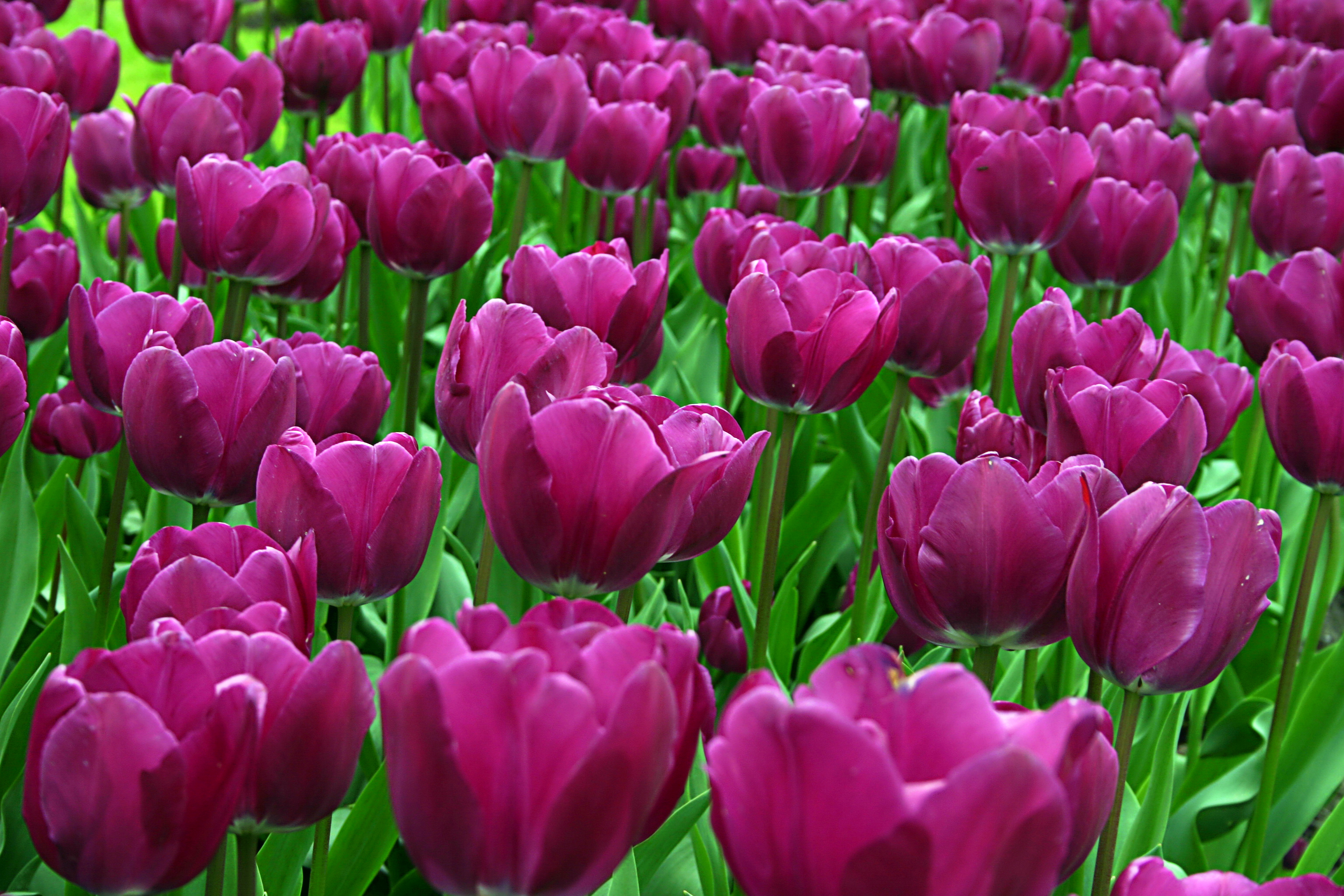
Tulipan ogrodowy 'Purple'

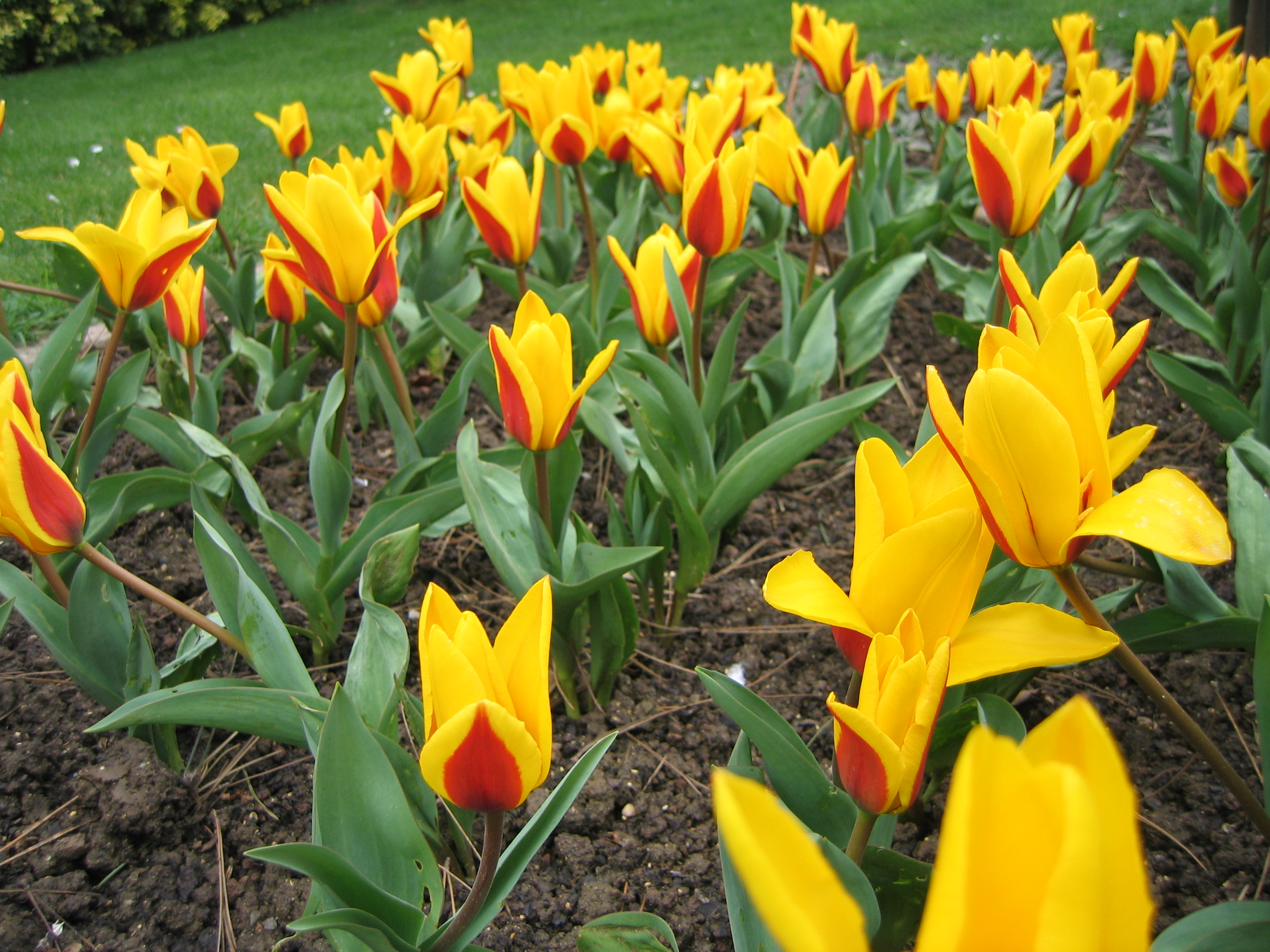
Tulipan Kaufmanna

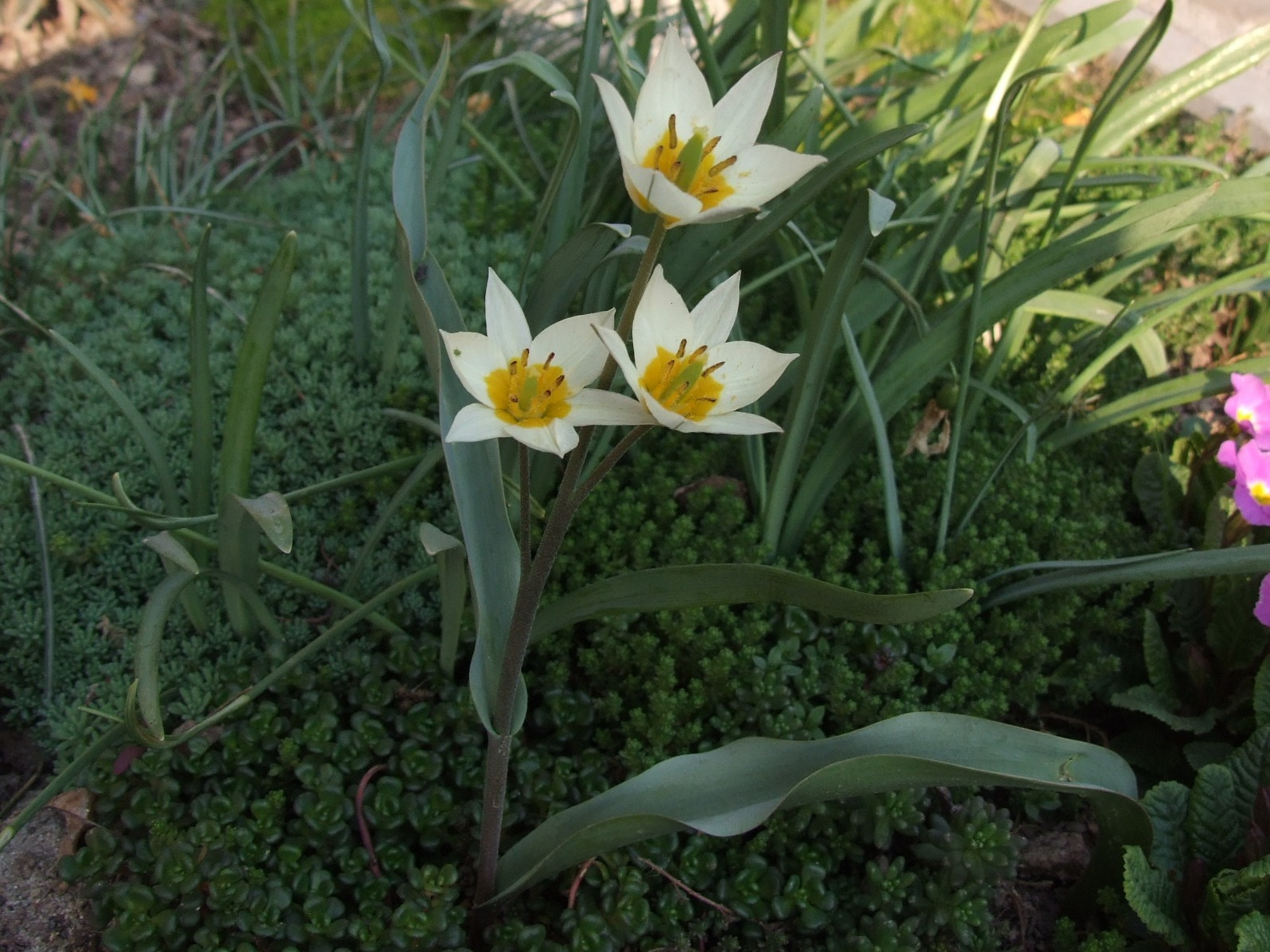
Tulipan turkiestański

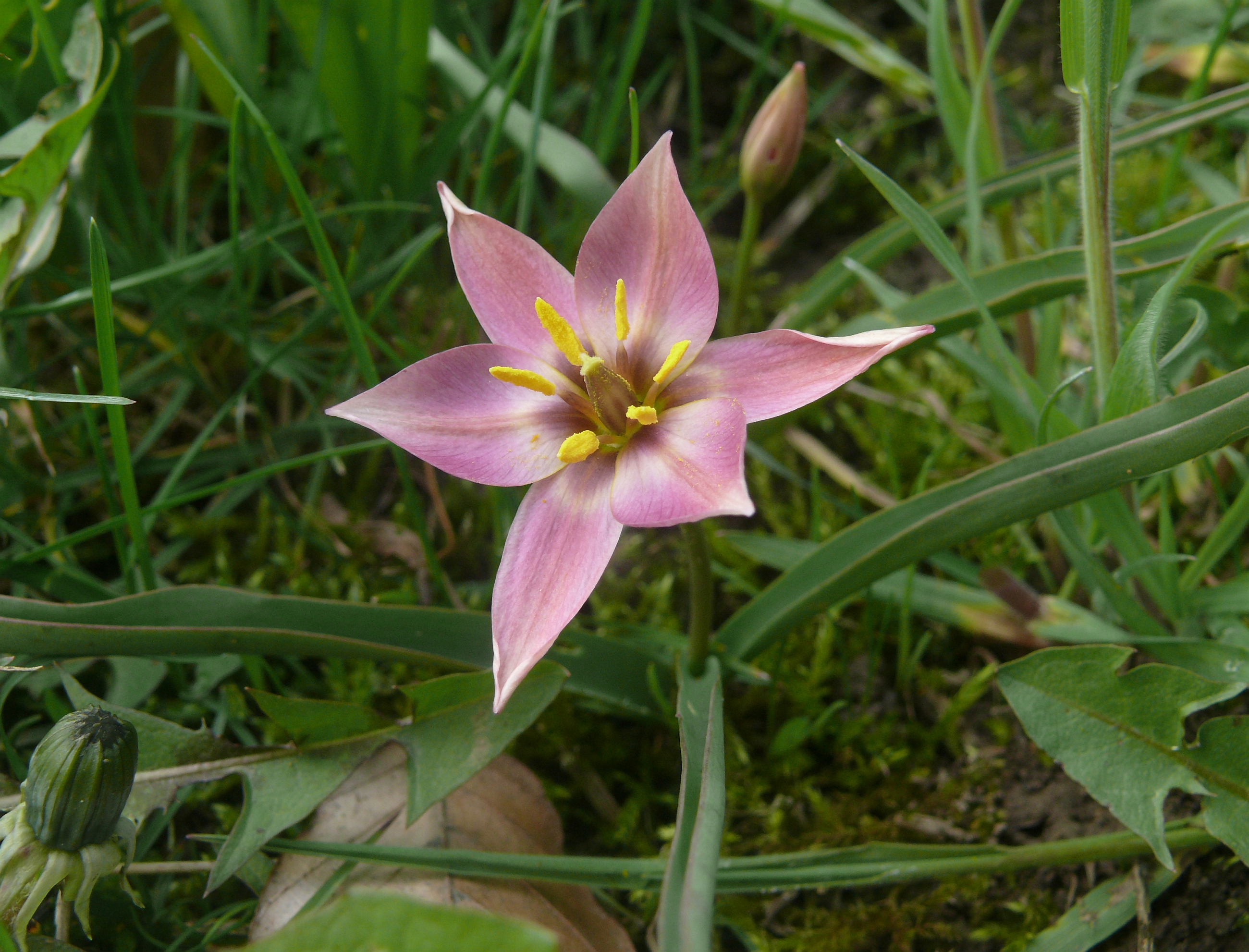
Tulipan Auchera

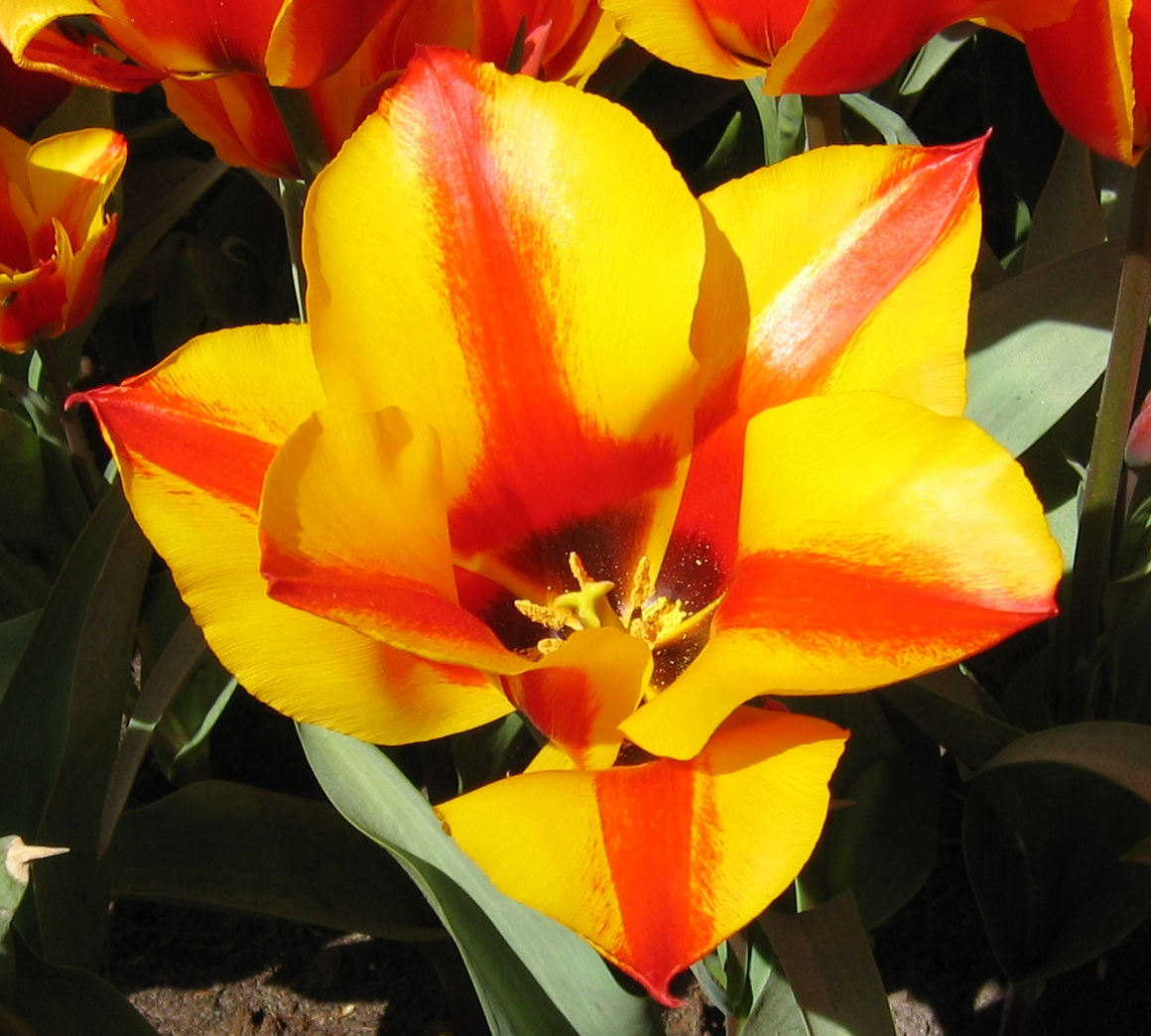
Tulipan Greiga

Tulipan (Tulipa L.) – rodzaj roślin cebulowych należący do rodziny liliowatych. Zalicza się do niego ok. 120 gatunków i co najmniej 15 tysięcy kultywarów (odmian uprawnych). Odmiany uprawne są mieszańcami lub powstały na drodze mutacji. Naturalny obszar występowania tulipana to Europa Południowa, północna Afryka, Azja od Turcji, przez Iran, góry Pamir i Hindukusz, stepy Kazachstanu, po północno-wschodnie Chiny i Japonię.

## Morfologia
ŁodygaSztywna, prosta, gładka lub owłosiona i tylko u nielicznych gatunków i odmian jest rozgałęziona i wtedy roślina tworzy kilka kwiatów np. u Tulipa biflora, Tulipa tarda, Tulipa praestans czy Tulipa turkestanica. Niektóre odmiany jednopędowe mają skłonność do tzw. staśmień (fascjacji). Najczęściej są one skutkiem zbyt wysokich temperatur w ciągu lata. Łodyga miewa od 7 do 75 cm.  Ze stożka wzrostu cebuli wyrasta wiosną pęd kwiatowy z osadzonymi na nim 3-5 liśćmi.
LiścieBezogonkowe, szerokie – jajowate lub eliptyczne, albo równowąskie – lancetowate. U niektórych gatunków i odmian na blaszkach liściowych między nerwami występują ciemnopurpurowe smugi lub rysunek w postaci przerywanych, nieregularnych prostokątów. U większości gatunków jednak są szarozielone i pokryte woskowym nalotem. Liczba liści wynosi zazwyczaj 3 – 5, przy czym dolny jest zawsze największy. Niekiedy poniżej kwiatu wyrastają dodatkowe małe liście, co jest niepożądane, zwłaszcza u odmian ogrodowych, gdyż bezlistna część łodygi jest wtedy skrócona. Liście wyrastają przeważnie z cebuli, choć u pewnych gatunków i odmian wyrastają naprzemianlegle, a ich wielkość zmniejsza się wraz z wysokością pędu.
OwoceTrójdzielne i trójkomorowe torebki, w których może znajdować się ponad 100 nasion. Jeżeli ich zbiór nastąpi w fazie odpowiedniej dojrzałości to łatwo kiełkują i dają początek nowym roślinom. Jednak tulipany rozmnaża się generatywnie wyłącznie w celach hodowlanych, ponieważ odmiany ogrodowe nie powtarzają cech rośliny matecznej. Dlatego w produkcji ogrodniczej tulipany rozmnaża się tylko wegetatywnie – przez cebulki przybyszowe.
Część podziemnaJednoroczna cebula o jajowatym kształcie. Obwód cebul u niektórych gatunków może wynosić od 3 – 4 cm, a u odmian uprawnych może dochodzić nawet do 16 cm. Cebula jest zmodyfikowanym, skróconym pędem podziemnym, składającym się z piętki i kilku mięsistych, białych łusek, które są otoczone suchą łuską okrywającą. U niektórych gatunków łuska ta jest wewnątrz owłosiona, co ma chronić cebulę przed działaniem wysokich temperatur i utratą wody. Cebule są duże, tunikowe, jednoroczne. Cebula tulipana po wydaniu kwiatu zamiera, a jej miejsce zajmuje cebula zastępcza, która wyda kwiat w roku następnym oraz kilka cebul przybyszowych o mniejszych rozmiarach, z których rośliny będą kwitnąć w dalszych latach.
KwiatNa szczycie pędu znajduje się zwykle jeden kwiat, rzadziej pęd na górze rozgałęzia się i wyrasta kilka kwiatów. Okwiat nie zróżnicowany na kielich i koronę. Składa się on z trzech wewnętrznych i trzech zewnętrznych listków okwiatu. Długość listków waha się od 1,5 do nawet kilkunastu cm. Listki są zwykle od strony wewnętrznej błyszczące, a na zewnątrz matowe. Mogą one być jednobarwne lub z rysunkiem. Często u podstawy listki mają inaczej zabarwioną plamę, inaczej zabarwione mogą też być ich brzegi, a także zewnętrzna strona (szczególnie trzech zewnętrznych listków). U odmian ogrodowych o kwiatach pojedynczych pojawiają się czasem dodatkowe listki, zwykle częściowo zielone.
Bardzo dekoracyjne są duże pręciki otaczające okazały słupek. Jest ich 6 i podobnie jak listki są one ułożone w dwóch okółkach. Na wydłużonej i trójdzielnej zalążni słupka znajduje się trójdzielne, zaokrąglone znamię, nie występuje natomiast szyjka słupka lub jest ona bardzo krótka.
Skala barw kwiatów jest bardzo bogata, są kwiaty białe, żółte, różowe, czerwone i fioletowe w najrozmaitszych odcieniach tych barw, nie ma tylko tulipanów o czysto niebieskim i czarnym okwiecie. Niektóre odmiany są wielobarwne. Niektóre kwiaty lub ich części są u niektórych odmian tulipana prawie czarne. Wynika to z tego, że w czarnych miejscach następuje mieszanie się dwóch barwników, jeden z nich absorbuje część docierających promieni świetlnych, a drugi wychwytuje pozostałe promienie, obydwa barwniki nawzajem się uzupełniają.
Kwiaty mogą być pojedyncze lub pełne, a ich kształt może się zmieniać – od kubkowatych, miseczkowatych i kielichowatych do złożonych form o skręconych lub zaokrąglonych listkach okwiatu. Pora kwitnienia: marzec – maj.

## Biologia
- U tulipana zachodzi zjawisko termonastii. Proces ten zachodzi, gdy jest jeszcze dość chłodno i tylko bezpośrednie nasłonecznienie podnosi dość znacznie temperaturę organu. Kwiaty te w podwyższonej temperaturze otwierają się, a przy niskiej zamykają. Ma to kluczowe znaczenie w procesie zapylania, w słońcu i cieple istnieje największe prawdopodobieństwo zapylenia przez owady. Mechanizm tych ruchów polega na szybszym wzroście listków okwiatu po stronie górnej (wewnętrznej) w temperaturze wyższej co powoduje rozchylenie się kwiatu. Gdy temperatura jest niska, szybciej rośnie dolna strona listków i kwiat się stula. Ruchy te mogą być wykonywane wielokrotnie. Listki okwiatu wydłużają się u tulipana o ok. 7% podczas jednego ruchu termonastycznego, tak, że w ciągu okresu kwitnienia całkowity przyrost listków może sięgać nawet 100%.
- Zaobserwowano, iż kwiaty tulipanów otwierają się, gdy temperatura wzrasta powyżej 15 °C, a zamykają się gdy spada poniżej 13 °C. Niektóre kwiaty są bardzo wrażliwe na zmiany temperatury, u tulipana dostrzegalna reakcja zachodzi przy różnicy temperatur wynoszącej 0,5 °C.
- Pyłek u tulipana odznacza się dużą żywotnością – zachowuje zdolność kiełkowania przez okres do 100 dni.

## Systematyka
Pozycja systematyczna według Angiosperm Phylogeny Website (aktualizowany system APG IV z 2016)
Klad okrytonasienne, klad jednoliścienne (monocots), rząd liliowce (Liliales), rodzina liliowate (Liliaceae), podrodzina Lilioideae, plemię Tulipeae.
Pozycja w systemie Reveala (1994–1999)
Gromada okrytonasienne (Magnoliophyta Cronquist), podgromada Magnoliophytina Frohne & U. Jensen ex Reveal, klasa jednoliścienne (Liliopsida Brongn.), podklasa liliowe (Liliidae J.H. Schaffn.), nadrząd Lilianae Takht., rząd liliowce (Liliales Perleb), podrząd Liliineae Rchb., rodzina liliowate (Liliaceae Juss.), podrodzina Tulipoideae Kostel., plemię Tulipeae Duby., rodzaj tulipan (Tulipa L.).
Niektóre gatunki
Nazwy naukowe według The Plant List
- Tulipa agenensis DC.
- tulipan armeński (Tulipa armena Boiss.)
- tulipan Auchera (Tulipa humilis Herb.)
- tulipan dostojny (Tulipa praestans H.B.May)
- tulipan dziki (Tulipa sylvestris L.)
- tulipan Eichlera (Tulipa undulatifolia Boiss.)
- tulipan Fostera (Tulipa fosteriana W. Irving)
- tulipan Greiga (Tulipa greigii Regel)
- tulipan górski (Tulipa montana Lindl.)
- tulipan Hagera (Tulipa orphanidea Boiss. ex Heldr.)
- tulipan Kaufmanna (Tulipa kaufmanniana Regel)
- tulipan Klusjusza (Tulipa clusiana DC.)
- tulipan lnolistny (Tulipa linifolia Regel)
- tulipan ogrodowy (Tulipa gesneriana L.)
- tulipan pachnący (Tulipa suaveolens Roth)
- tulipan późny (Tulipa tarda Stapf.)
- tulipan skalny (Tulipa saxatilis Sieber ex Spreng.)
- tulipan Sprengera (Tulipa sprengeri Baker)
- tulipan turkiestański (Tulipa turkestanica (Regel) Regel)
- tulipan wielobarwny (Tulipa biflora Pall.)

Klasyfikacja ogrodnicza
Od dawna ogrodnicy by uzyskać nowe odmiany krzyżowali różne gatunki tulipanów. Dzisiaj nie sposób już ustalić pochodzenia tych odmian. W rzeczywistości większość uprawianych tulipanów jest mieszańcami i kultywarami i określa się je wspólną nazwą tulipan ogrodowy. Uprawiane tulipany ogrodnicy dzielą na 15 grup:
- Tulipany wcześnie kwitnące:

1. tulipany pojedyncze wczesne
2. tulipany pełne wczesne

- Tulipany średnio wcześnie kwitnące:

1. tulipany Mendla
2. tulipany Triumph
3. mieszańce Darwina

- Tulipany późno kwitnące:

1. tulipany Darwina
2. tulipany liliokształtne
3. tulipany pojedyncze późne (Cottage)
4. tulipany Rembrandta
5. tulipany papuzie
6. tulipany pełne późne (piwoniowe)

- Gatunki botaniczne i ich odmiany:

1. Tulipa kauffmanniana Rgl.
2. Tulipa fosteriana Hoog.
3. Tulipa greigii Rgl.
4. Inne gatunki tulipanów, ich odmiany i mieszańce.

## Zastosowanie
Jest najczęściej uprawianą rośliną ozdobną na świecie. Uprawia się go głównie w gruncie i pod osłonami (szklarnie, tunele foliowe). Nadaje się na rabaty, na obwódki i na kwiat cięty (nie jest zbyt trwały), do ogródków przydomowych i skalnych oraz na kwietniki. Najlepsze efekty daje uprawianie go w większych grupach.
O nazwie nadawanej nowej odmianie decydują hodowcy. Tulipanom nadano imiona Jurij Gagarin, kompozytorów Giuseppe Verdi i Antonio Vivaldi, piosenkarzy Diana Ross i Elvis Presley, żon prezydentów – Hillary Clinton, Bernadette Chirac, Maria Kaczyńska, czy piłkarza Ronaldo.

## Uprawa
- Wymagania. Gleba średnio zwięzła, żyzna, próchniczna, w kulturze, przepuszczalna, a jednocześnie o dużej zdolności podsiąkania, o pH 6,5-7,5. Właściwemu wzrostowi i kwitnieniu tulipanów sprzyja długa, chłodna i wilgotna jesień, krótka, śnieżna i łagodna zima oraz długa, chłodna wiosna z dużą ilością opadów[4][8]. Stanowisko powinno być słoneczne.
- Sposób uprawy. W okresie wegetacji tulipany wymagają starannego pielęgnowania[4]. W czasie upałów należy je podlewać. Przekwitłe kwiaty usuwa się, ale liście i łodygę należy pozostawić aż do zaschnięcia. Cebule tulipanów wykopuje się corocznie w porze, gdy liście nadziemne zaczynają zasychać, a łuska okrywająca cebule jest już częściowo brązowa. Przez lato cebule powinno się przechowywać w pomieszczeniach z regulowaną temperaturą i wilgotnością, gdyż w tym czasie wewnątrz cebul zastępczych tworzą się zaczątki kwiatów[4]. Cebule wysadza się do ziemi jesienią, w terminie od 15 września do 15 października[4]; małe na głębokość 6–10 cm, duże na głębokość 11–15 cm[8]. Do pędzenia przeznacza się tylko cebule zdrowe, o obwodzie powyżej 11 cm[4]. Powinny być przed sadzeniem zaprawione przez moczenie w odpowiednich preparatach grzybobójczych. Nawozi się już jesienią po zasadzeniu cebul, potem wiosną przed kwitnieniem. Po wystąpieniu przymrozków zagony z wysadzonymi cebulami przykrywa się liśćmi, torfem i gałązkami świerka[4].
- Rozmnażanie. Głównie przez cebule przybyszowe wytwarzane na macierzystej cebuli. Rozmnażanie przez nasiona możliwe jest tylko u gatunków botanicznych, uprawiane kultywary z reguły nie zachowują bowiem cech rośliny macierzystej[9].
- Choroby i szkodniki[11].
  - fuzarioza objawiająca się żółknięciem liści i więdnięciem rośliny. Jedyny skuteczny sposób zaradzenia to zapobieganie: sadzenie tylko zdrowych cebul i zaprawianie ich przed sadzeniem.
  - inne choroby grzybowe (szara pleśń, penicilloza). Zwalcza się je wielokrotnym opryskiwaniem odpowiednimi środkami grzybobójczymi
  - liczna grupa chorób wirusowych objawiająca się nekrotycznymi i chlorotycznymi zmianami na liściach, żółknięciem liści. Brak skutecznego sposobu leczenia. Rośliny należy zniszczyć.
  - niszczyk zjadliwy – drobny nicień żerujący w glebie na cebulach. Objawy: liście skręcają się i są żółtozielone, kwiaty zielone i zniekształcone, cebule miękkie i gąbczaste. Szkodnik kwarantannowy, zwalczanie praktycznie niemożliwe, cebule należy zniszczyć
  - nornik zwyczajny i mysz zaroślowa wyjadające cebule. Należy je przed posadzeniem zaprawiać, potem zwalczać te gryzonie

## Historia uprawy
Tulipany zaczęto uprawiać prawdopodobnie w Persji w X wieku n.e. Dokonywano ich selekcji i krzyżowania, do dalszej uprawy wybierając cebulki okazów najładniejszych i najbardziej dorodnych. Uprawiane były w Imperium Osmańskim, wymieniają je Omar Chajjam i Rumi. Sułtan Ahmet III miał wielki ogród, w którym uprawiano wiele gatunków tulipanów, nie tylko rodzimych dla Turcji, ale także sprowadzonych z Iranu i Azji Środkowej.
Uważa się, że do Europy Zachodniej tulipany zostały sprowadzone w 1554 roku przez Oghiera Ghiselin de Busbecq, ambasadora Imperium Osmańskiego na dworze Ferdynanda I, nie jest to jednak pewne. Wiadomo natomiast na pewno, że Charles de L’Écluse (zwany Clusjusem) w 1573 r. uprawiał je w ogrodzie botanicznym w Wiedniu, a od 1594 r. w ogrodzie botanicznym Uniwersytetu w Lejdzie w Holandii. Ten rok uważany jest za początek rozwoju przemysłu tulipanowego w Holandii. Clusjus w dużej mierze przyczynił się do rozprzestrzenienia uprawy tulipanów, on też napisał o nich pierwsze prace naukowe. W 1596 i 1598 skradziono z jego ogrodu ponad 100 cebulek tulipanów.
Pod koniec drugiej połowy XVI wieku zachodnią Europę (przede wszystkim Holandię) ogarnęło tulipanowe szaleństwo (tulipomania). Ponieważ ich ceny gwałtownie rosły, zaczęto je skupywać w nadziei jeszcze droższego odsprzedania. W 1637 roku tulipan 'Semper Augustus' został sprzedany za astronomiczną wtedy kwotę 13 tysięcy guldenów. Niektóre z cebulek były warte kamienicy w Amsterdamie. Zakupy cebulek za tak wygórowane ceny nie opłaciły się i doprowadziły do ruiny finansowej niektórych kupców (bańka spekulacyjna). Od tego czasu jednak Holandia stała się światowym potentatem w uprawie tulipanów i posiada ich stałą wystawę w Keukenhof. W ogrodzie w Keukenhof kwitnie wiosną ponad 7 mln tulipanów należących do różnych gatunków i ogromnej liczby kultywarów.

## Udział w kulturze
- Tulipan był tematem wielu wierszy tworzonych przez perskich poetów w XIII., np. przez Saadiego z Sirazu w dziele Gulistan[19].
- Również w cywilizacji zachodniej tulipan był inspiracją dla wielu twórców. Aleksander Dumas napisał historyczny romans pt. Czarny tulipan. W Polsce nakręcono serial telewizyjny Tulipan. Ostatnio wiersze o tulipanie pisała np. Simin Behbahani (zm. w 2014 r.).
- Czerwony lub żółty kolor jego kwiatów symbolizuje miłość, a czarne wnętrze korony serce zżerane namiętnością[20].
- Czasy Imperium Osmańskiego często nazywane są epoką tulipanów. Tulipan symbolizował wówczas obfitość,wyrozumiałość i raj na ziemi. W Holandii natomiast tulipan symbolizował krótkość i przemijanie życia ludzkiego[12].
- Znawcy roślin biblijnych twierdzą, że tulipany wymienione są w biblijnej Pieśni nad Pieśniami (2,2) i Mądrości Syracha (50,8), chociaż nie pod obecną nazwą botaniczną, lecz hebrajskim słowem nișșänîm. Słowo to oznacza miesiąc wiosenny, ale również grupę roślin o czerwonych kwiatach, które w tym miesiącu kwitną. Hebrajska nazwa pierwszego miesiąca w kalendarzu żydowskim – Nisan pochodzi właśnie od czerwonych kwiatów tych roślin: nișșänîm oznacza „kwitnący czerwono”. W różnych wersjach Biblii słowo to tłumaczone jest jako lilia. W rzeczywistości w wymienionych powyżej wersetach Biblii pod słowem lilia kryją się czerwono zakwitające wiosną pospolite w Izraelu gatunki roślin o okazałych czerwonych kwiatach, m.in. dwa gatunki tulipanów: tulipan górski i Tulipa agenensis[21].